# Thymus bracteosus
Thymus bracteosus là một loài thực vật có hoa trong họ Hoa môi. Loài này được Vis. ex Benth. miêu tả khoa học đầu tiên năm 1834.